# M242 Bushmaster
Il cannone automatico M242 Bushmaster da 25 millimetri è un'arma prodotta dal 1981 da Hughes Helicopters, e dal 1985 da McDonnell Douglas. Sono stati prodotti oltre 10.000 pezzi per equipaggiare veicoli blindati o mezzi corazzati, tra cui il blindato LAV-25 dell'esercito americano, e per unità navali della US Navy. Il cannone era prodotto, insieme a delle versioni di maggior calibro, quali il Bushmaster II da 30 mm, il Bushmaster III da 35 mm e il Bushmaster IV da 40 mm, dall'azienda americana ATK. Dal 2018 quest'azienda è stata acquistata da Northrop Grumman, e con essa anche la gestione dei relativi programmi.

## Caratteristiche
Il cannone è del tipo chain gun a doppia carica a controllo remoto. Le munizioni di 25 × 137 mm sono caricate da un motore elettrico a 24 Volt che regola anche la cadenza di tiro. Il cannone M242, con la potenza elettrica di un cavallo vapore, ha tre cadenze di tiro: singolo tiro, 100, 200 giri al minuto, che può salire anche fino a 500 colpi al minuto con una potenza di 5 cavalli. La velocità massima varia a seconda della munizione usata.

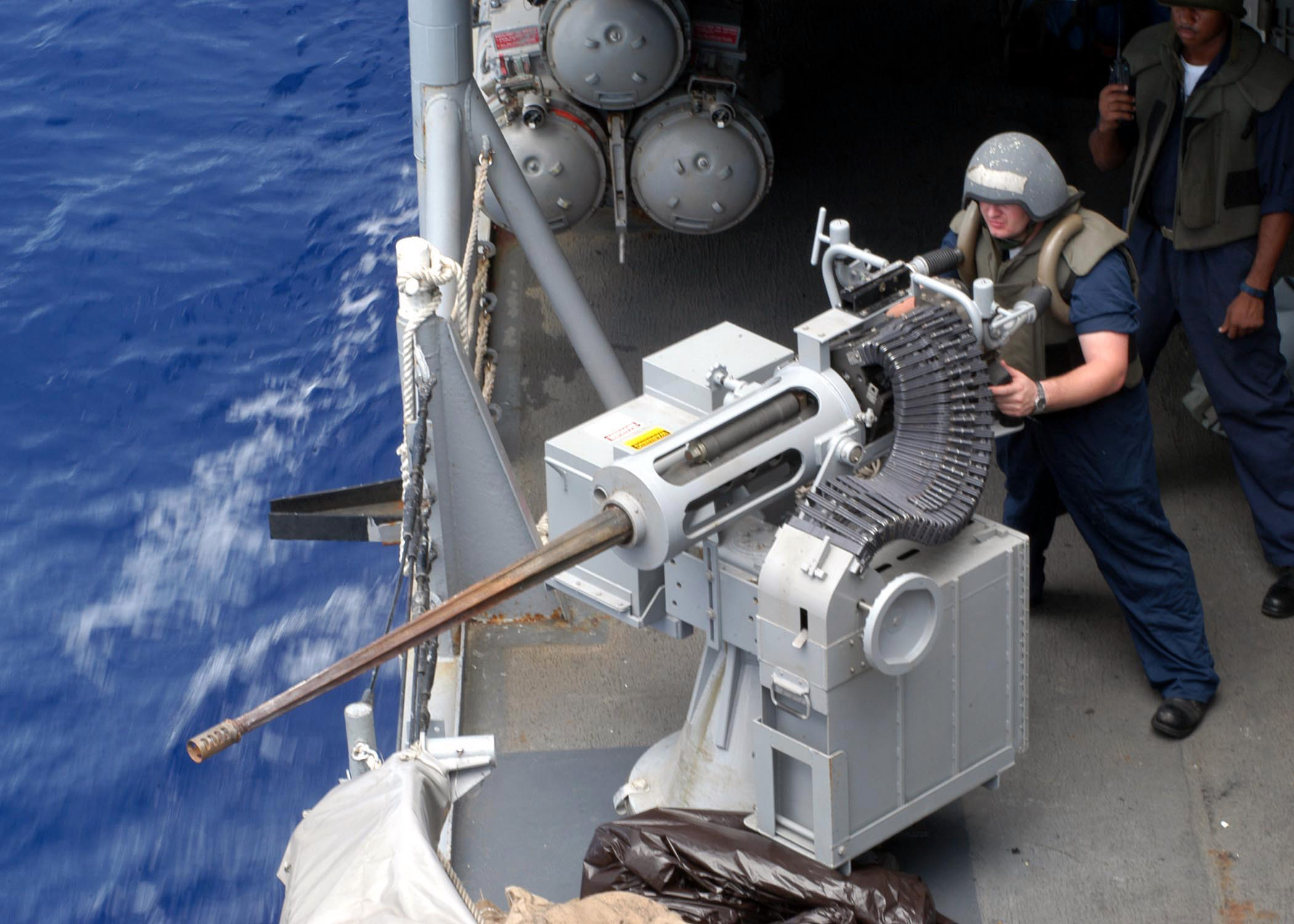
Il cannone Mk.38 versione navale dell'M242

Il doppio caricamento viene usato per selezionare le munizioni desiderate: APFSDS-T (C-137) o Armour-Piercing Fin-Stabilized Discarding Sabot Tracer, cioè proiettile perforante, stabilizzato ad alette, ad abbandono d'involucro e composizione tracciante; o HEI-T (incendiari) o FAPSD-T (C-138) a frammentazione; e molti altri. I proiettili APFSDS-T al tungsteno si sono dimostrati molto efficaci durante la Guerra del Golfo, causando danni significativi ai veicoli blindati nemici fino a causare la distruzione dei carri armati T-55 dell'esercito iracheno.

## Mk 38
Il cannone Mk 38 è la versione navale dell'M242, e costituisce l'equipaggiamento di molte unità della US Navy, con quasi 4.000 pezzi nel 2012, quando è entrato in servizio la versione Mk 38 Mod.3 da 30 mm, che può essere integrata in qualsiasi piattaforma navale, dai pattugliatori fino alle portaerei. Il cannone, completamente stabilizzato, è accoppiato con una mitragliatrice da 7,62 mm coassiale.

## Veicoli equipaggiati con M242
- LAV-25
- M2/M3 Bradley